# ملعب مانويل مارتينيز فاليرو
ملعب مانويل مارتينيز فاليرو (بالإسبانية: Estadio Manuel Martínez Valero)‏ هو ملعب كرة قدم متعدد الأغراض يقع في إلش، إسبانيا، يتسع لـ 36,017 متفرج. هو الملعب الرسمي لنادي إلتشه.

## التاريخ
افتتح الملعب في 8 سبتمبر 1976.